# 加茂中站
加茂中站（日语：／ Kamonaka eki */?）是位於島根縣雲南市加茂町加茂中，屬於西日本旅客鐵道（JR西日本）木次線的車站。

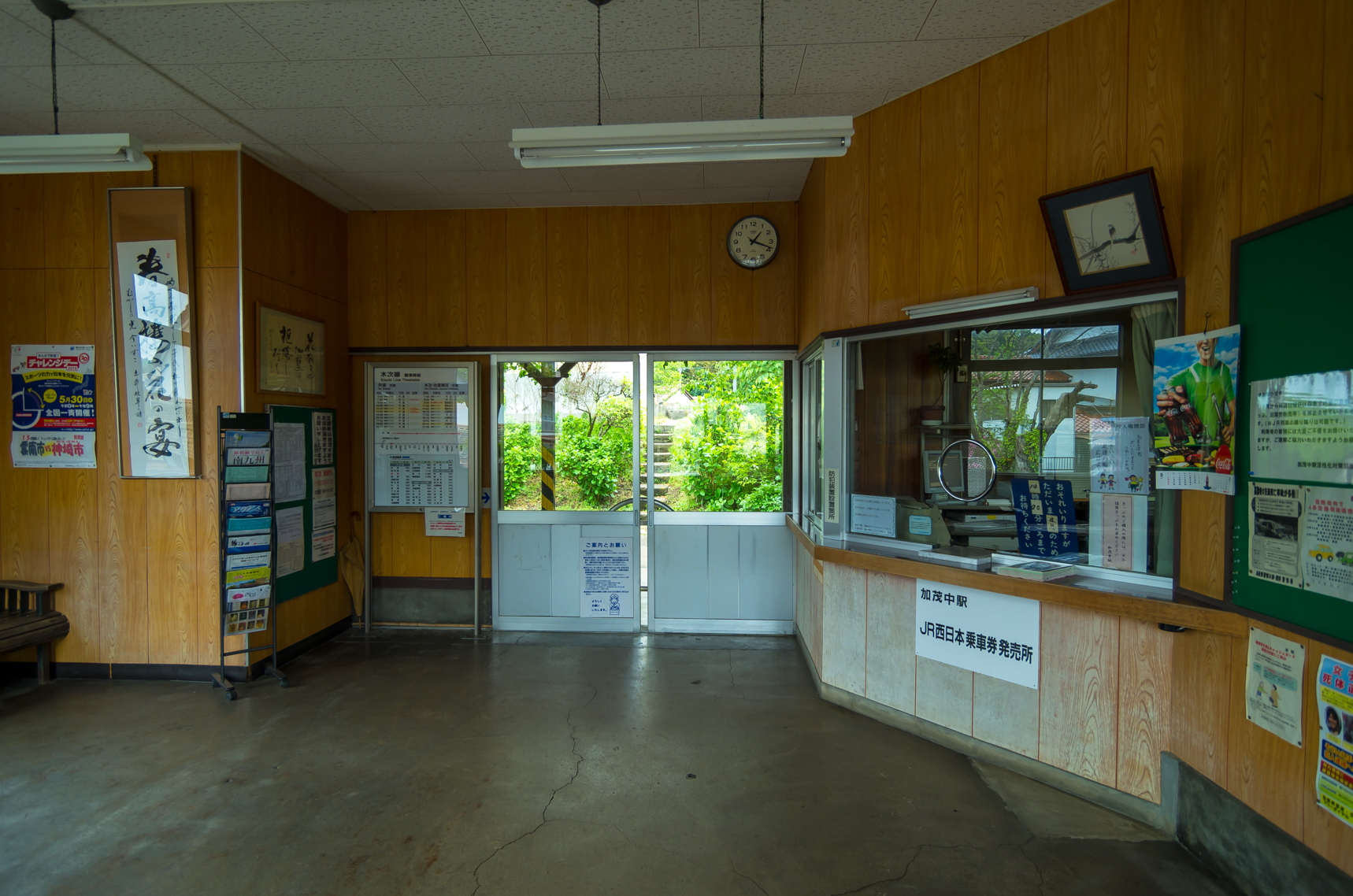
車站內部(2012年5月)

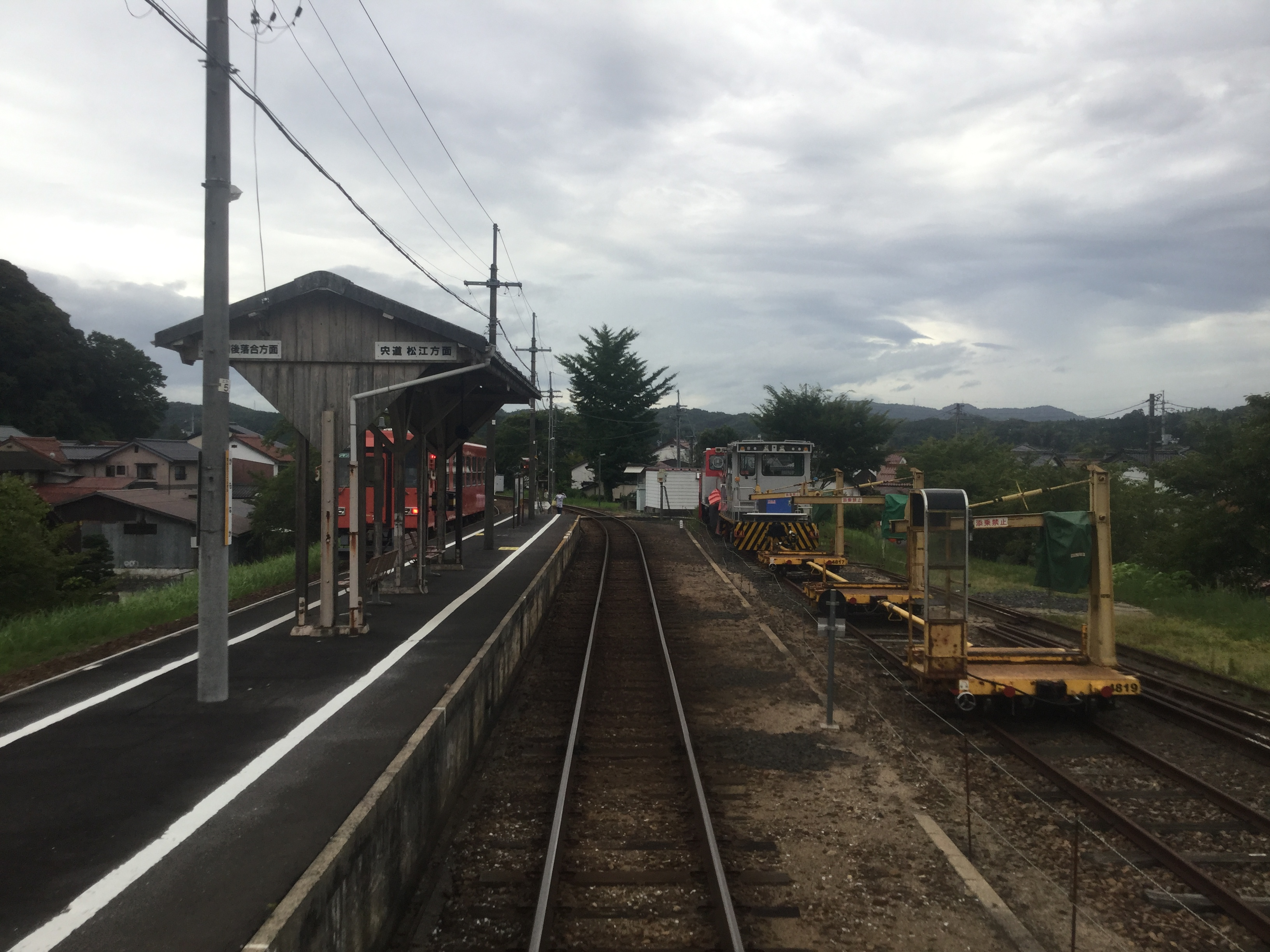
月台(2019年8月)

## 歷史
- 1916年（大正5年）10月11日 - 簸上鐵道開通，此站啟用。
  - 當時車站地址為島根縣大原郡加茂村加茂中。
- 1934年（昭和9年）
  - 5月1日 - 隨著加茂町（日语：加茂町 (島根県)）成立，車站地址變為島根縣大原郡加茂町加茂中。
  - 8月1日 - 簸上鐵道國有化，成為國有鐵道木次線的車站[1]。
- 1959年（昭和34年）11月 - 結束貨運業務[2]。
- 1987年（昭和62年）4月1日 - 伴隨國鐵分割民營化，車站由西日本旅客鐵道（JR西日本）營運。
- 2001年（平成13年）10月1日 - 隨著CTC化，成為簡易委託車站。
- 2004年（平成16年）11月1日 - 隨著雲南市成立，車站地址變為島根縣雲南市加茂町加茂中。

## 車站構造
本站是地面車站，設有2面2線的島式月台。此站還保留貨物起卸月台，該月台現時為1號月台。月台靠近木次一方設有站內平交道。在斜坡下設有木製站房，站內設有售票櫃臺。此站是由木次鐵道部管理的簡易委託車站。

### 月台
| 月台 | 路線   | 上下行 | 方向               |
| ---- | ------ | ------ | ------------------ |
| 1    | 木次線 | 上行   | 宍道方向           |
| 2    | 木次線 | 下行   | 木次、出雲橫田方向 |

## 車站周邊
- 雲南市加茂綜合中心
- 雲南市加茂文化會堂 La Mer（日语：雲南市加茂文化ホール ラメール）
- 雲南市加茂B&G海洋中心 La Sonte
- 加茂岩倉遺蹟嚮導
- 神原神社古墳

## 使用狀況
根據「島根縣統計書」，以下為近年一日平均乘車人次列表。當中在1994年度的一日平均乘車人次為166人，在1984年度的一日平均乘車人次為221人。
| 乘車人次變化 | 乘車人次變化 |
| 年度         | 1日平均人次  |
| ------------ | ------------ |
| 1999         | 146          |
| 2000         | 145          |
| 2001         | 162          |
| 2002         | 157          |
| 2003         | 124          |
| 2004         | 99           |
| 2005         | 88           |
| 2006         | 96           |
| 2007         | 83           |
| 2008         | 88           |
| 2009         | 81           |
| 2010         | 71           |
| 2011         | 75           |
| 2012         | 77           |
| 2013         | 89           |
| 2014         | 82           |
| 2015         | 89           |
| 2016         | 70           |
| 2017         | 73           |
| 2018         | 60           |

## 相鄰車站
西日本旅客鐵道
 木次線
南宍道－加茂中－幡屋

## 注腳
1. ↑  「鉄道省告示第337号」《官報》1934年7月28日（國立國會圖書館數碼化收購）
2. ↑  「合理化にゆらぐ木次線 道路整備が客足奪う 過疎が追い打ちをかける」《中國新聞》昭和46年8月25日島根版 8面
3. ↑  島根縣統計書

## 外部連結
- 加茂中｜車站資訊：JR出門網 - 西日本旅客鐵道（日語）